# إليانا فالكو
إليانا فالكو (بالإسبانية: Eliana Falco)‏ هي لاعبة كرة يد أوروغويانية. مثلت منتخب أوروغواي لكرة اليد للسيدات. حققت المركز الثالث في دورة الألعاب الأمريكية 2015.

## سجل المنافسة
شاركت في البطولات التالية:
- بطولة العالم لكرة اليد للسيدات 2011

## الميداليات
| الميدالية | المسابقة                    |
| --------- | --------------------------- |
| برونزية   | دورة الألعاب الأمريكية 2015 |